# Tokushima Expressway

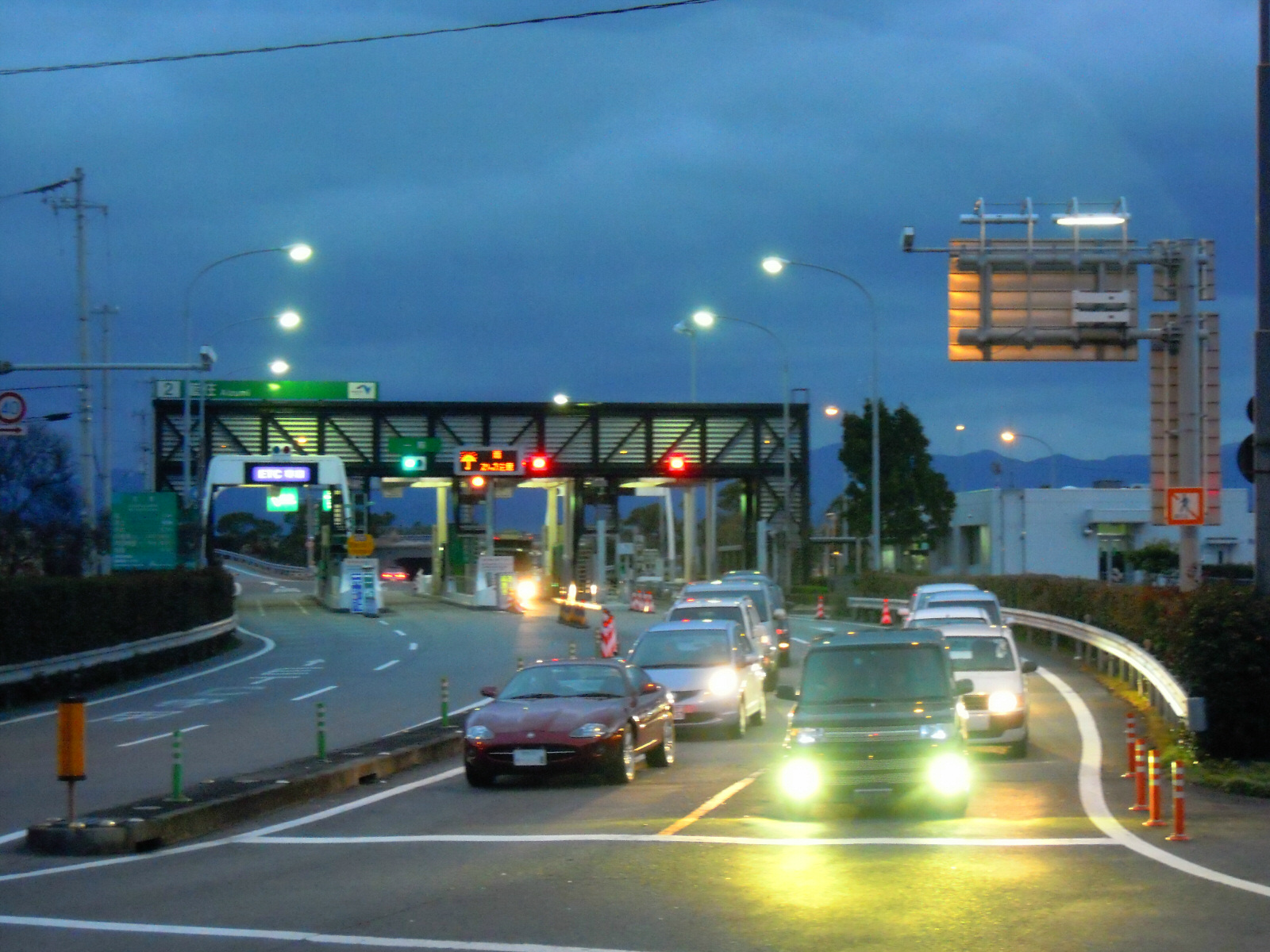
Tokushima Expressway

De Tokushima Expressway (徳島自動車道) is een expressway (vergelijkbaar met een autosnelweg maar deze benaming komt vooral voor in Aziatische gebieden) in Japan. Deze snelweg gaat van oost naar west over het eiland Shikoku. De snelweg loopt van een afstand van 106 kilometer van Tokushima naar Shokokuchuo. Deze expressway is slechts een deel van een groot netwerk van expressways.

## Beschrijving
In de havenstad Tokushima in het oosten van het eiland Shikoku begint er nog een andere snelweg: de Takamatsu Expressway. Deze eindigt echter in Kawanoe. Op een bepaalde plaats gaan de Tokushima en Takamatsu Expressway parallel naast elkaar lopen. Rondom deze snelwegen zijn er bergen van ongeveer 900 meter waar te nemen. Nadat de Tokushima Expressway 290 meter is gestegen en zijn hoogste punt heeft bereikt daalt hij af naar zijn eindbestemming: Shokokuchuo. Hierna loopt die nog wat verder tot aan het knooppunt Kawanoe-higashi waar de snelweg overgaat naar de Kochi Expressway. Dit geldt ook voor de Takamatsu Expressway.

## Geschiedenis
De Tokushima Expressway is vrijwel nieuw. In 1994 werd het eerste deel in Tokushima al aangelegd. Deze werd later in 2000 verlengd naar het westen waar het knooppunt Kawanoe-higashi in Shokokuchuo zijn einde vormt.